# Kyetpanet
Kyetpanet (en birman: ကြက်ဖနက်) est un village située dans le canton de Kale (district de Kale, région de Sagaing), dans l'ouest de la Birmanie.